# نقش‌برجسته‌های شاپور یکم
نقش برجسته‌های شاپور یکم، به مجموعه نقش برجسته‌هایی گفته می‌شود که در زمان شاپور یکم، شاهنشاه ساسانی و به دلایل مختلف از جمله شکست امپراتوری روم، ساخته شده‌اند. در زمان شاپور اول سه امپراتور روم به ایران تاخت آوردند. نخستین آن‌ها گوردیانوس جوان بود که در سال ۲۴۲ میلادی کشته شد. دیگری فیلیپ عرب بود که در برابر شاپور ناچار به تسلیم شد و پذیرفت که سالیانه به ساسانیان برای حملات پی‌درپی‌ای که به آنجا نموده و خساراتی که وارد کرده بود، باج بپردازد. در پایان والرین بود که در سال ۲۶۰ میلادی با ۷۰ هزار سرباز و سناتور رومی اسیر ساسانیان شد. در همین راستا شاپور دستور داد تا سنگ‌تراشان سنگ‌نگاره‌های متعدد و باشکوهی را با دقت و هنرمندی خیره‌کننده در گذرگاه‌های اصلی و شاهراه‌های عبور و مرور قشون و مردم کنده‌کاری نموده و با ظرافت رویدادهای مهم تاریخی دوران حکومت قدرتمند خویش را بر دل صخره‌های محکم کوه حک نمایند، تا مردم آن دوران از این فتوحات و دستاوردهای ساسانیان آگاه شده و از آن پند بگیرند.

## نقش‌برجسته دارابگرد

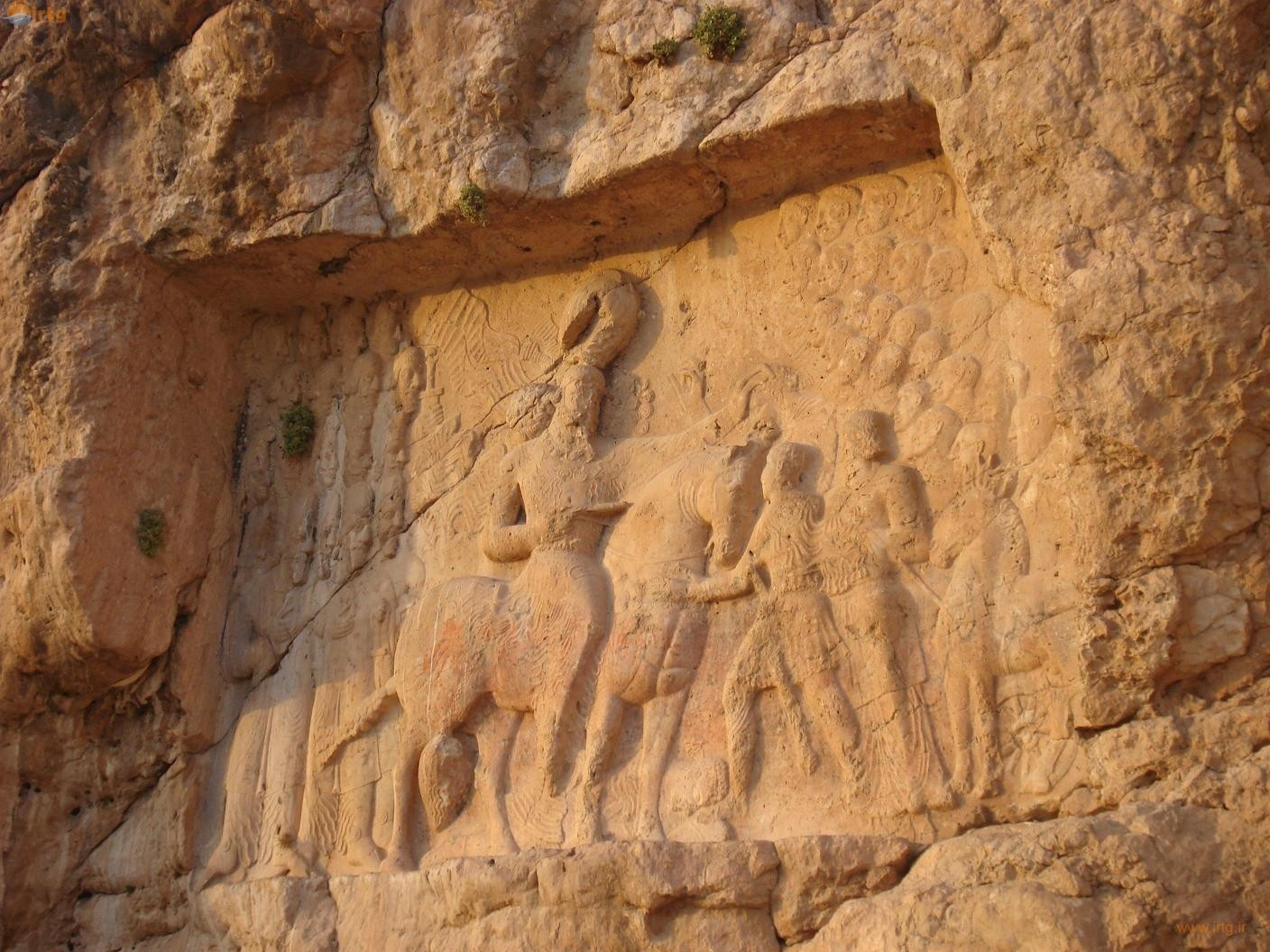
نقش‌برجسته دارابگرد

در چهار کیلومتری جنوب داراب در دامنه کوهی به نام «پهنا»، نقش‌برجسته‌ای از دوران ساسانیان وجود دارد. در این نقش، شاپور یکم سوار بر اسب در میان سنگ‌نگاره به گونه تمام‌رخ دیده می‌شود و سه امپراتور رومی در جلوی او قرار دارند. این نگاره در بالای چشمه آب و برکه‌ای پر از نی قرار دارد. این نگاره ۹٫۱۰ در ۵٫۴۰ متر است. در این نگاره شاپور تاجی شبیه تاج پدرش اردشیر اول بر سر دارد. دست چپ شاپور بر سر والرین است و در دست راستش چیزی مسطح و چهارگوش دارد. اسب به زیبایی تمام توسط هنرمند حجاری شده‌است. زیر پای اسب گوردیان سوم افتاده‌است، که در سن ۱۹ سالگی در میشه در کرانه فرات کشته شد. در این نگاره نیز به اقتضای سن کم او بدون ریش است. پشت سر شاپور ۱۸ شخص بلندپایه ایرانی ایستاده‌اند. سمت راست شاه یعنی مقابل او، رومی‌ها هستند که با نگرانی به شاپور نگاه می‌کنند. قیصر دیگری به سوی شاپور می‌شتابد و دست‌های خود را ملتمسانه به سوی شاپور دراز کرده، فیلیپ عرب است که پس از مرگ گوردیان، صلح را به مبلغ نیم میلیون دینار از شاپور خریداری کرد.
نقش برجسته دارابگرد از جمله بحث‌برانگیزترین نقوش برجسته دوره ساسانی به‌شمار می‌آید که دارای چندین نظریه است:
- از جمله مسافران اروپائی که از محل بازدید نموده‌اند، سر ویلیام اوزلی است که محل مذکور را در سال ۱۸۱۱ میلادی مورد بازدید قرار می‌دهد. وی از این نقش به عنوان صحنه پیروزی شاپور یکم یاد می‌کند.[۵]
- سی سال پس از آن نیز دو نفر فرانسوی به نام‌های اوژن فلاندن معمار و پاسکال کوست نقاش، از محل دیدار می‌کنند. این دو نفر طرح ساده‌ای از نقش مذکور تهیه و آن را به شاهپور نسبت می‌دهند.[۶]
- در سال ۱۹۳۴ م؛ که سر اورال اشتاین اولین عکس‌برداری را از این نقش برجسته به عمل آورده، همچون سایرین آن را به شاپور یکم منسوب می‌دارد. ظاهراً سه نفر اخیر در انتساب نقش به دومین پادشاه ساسانی از نقل قول مردم بومی پیروی نموده‌اند.[۷]
- سایر محققان نیز به تبعیت از اسلاف خویش این نظریه را پذیرفته‌اند. حتی ارنست هرتسفلد نیز که در ۱۹۳۸ میلادی روشی برای تشخیص هویت شاهان ساسانی از طریق فرم تزیین تاج آن‌ها ابداع نمود، در این مورد خاص ایده دیگری داشته و نقش را همچون دیگر پژوهشگران قدیمی به شاپور یکم نسبت می‌دهد. رومن گیرشمن نیز چنین نظری داده‌است.[۸]
- نظریه‌ای بر پایه مطالعات سکه‌شناسی ولادیمیر لوکونین[یادداشت ۵] استوار است. وی یادآور می‌شود که شاپور در آغاز حکومت خویش با تاجی کنگره‌دار همراه با یک گوی شبیه تاج پدرش بر روی سکه‌ها ظاهر شده‌است، این مورد را می‌توان در نقش‌برجسته سلماس مربوط به اوایل دوره ساسانی به خوبی مشاهده نمود.[۹]
- در میان محققان تنها دو نفر فرضیهٔ بالا را رد کرده‌اند. نخستین آن‌ها بی.سی. مک‌درموت[یادداشت ۶] هست که پیرامون سال ۱۹۵۴ میلادی نقش‌برجسته را به عنوان تصویر پیروزی اردشیر اول بر رومیان گزارش نمود. جامع‌ترین بررسی که در مورد این مسئله انجام شده مربوط به ژرژینا هرمان[یادداشت ۷] است وی در گزارش خود می‌نویسد: ما چاره‌ای نداریم جز اینکه در این مورد از روش ابداعی هرتسفلد صرف نظر کرده و پادشاه را به عنوان اردشیر اول بشناسیم لذا وی برای اثبات نظریه خویش بررسی دقیقی را بر روی تمام نقش برجسته‌های ساسانی منسوب به این دو پادشاه انجام داده و نهایتاً چنین نتیجه می‌گیرد از نظر سبک و سلیقه رایج آن روز، نقش دارابگرد نمی‌تواند صحنه پیروزی اردشیر بر فیلیپ عرب امپراتور روم یا بر والرین دیگر امپراتور روم باشد. از سوی دیگر نیز این نقش نمی‌تواند تازه‌تر از سال‌های ۲۴۶–۲۳۰ میلادی کنده شده باشد این نقش باید نمایانگر پیروزی اردشیر بر سه پادشاه محلی در مسیر لشکرکشی اردشیر باشد.[۱۰]

## نقش‌برجسته اول پیروزی شاپور اول بر رومیان و دیهیم ستانی از اهورامزدا

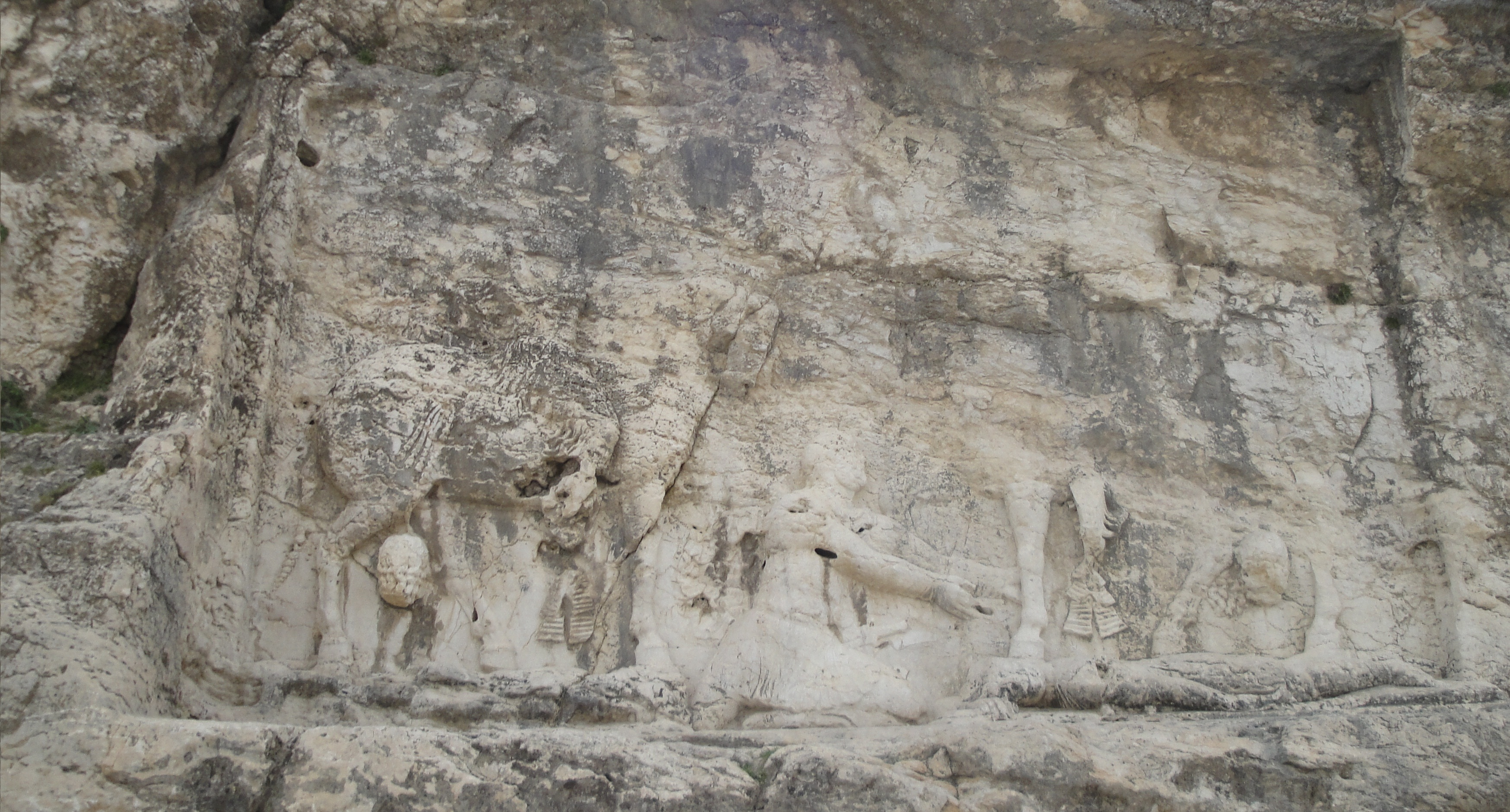
۲. بیشاپور، کازرون

این سنگ نگاره با ۹٫۲۰ متر پهنا و ۵٫۵۰ متر بلندی به شدت آسیب دیده‌است. دو اتفاق مهم زمان شاپور یعنی آیین دیهیم‌ستانی او از اهورامزدا و جریان پیروزی او بر امپراتور روم را در هم بافته‌است. در این نقشه برجسته شاپور یکم (راست) در حال گرفتن دیهم شاهی از اهورامزدا (چپ) است. در زیر پای اسب شاپور جسد گوردیان سوم، و در زیر پای اسب اهورامزدا جسد اهریمن مشاهده می‌شود. شخصی زانو زده به حالت ملتمسانه جلوی شاپور نقش بسته‌است که فیلیپ عرب، امپراتور روم بوده که درخواست صلح از شاپور را دارد. این نقش‌برجسته به مرور زمان آسیب‌های فراوانی دیده‌است.
در زیر سم اسب اهورامزدا، اهریمن قرار دارد و در زیر سم اسب شاپور به گفته مک درموت، گوردیان سوم. گوردیان جوان در آن هنگام تازه ۱۹ ساله بود. هماهنگ با این سن، در همه نگاره‌های شاپور که جسد گوردیان به زیر پای اسب شاهنشاه افتاده‌است، بدون ریش به تصویر کشیده شده. گوردیان در این نقش برجسته به زحمت قابل شناسایی است زیرا آسیب‌های بسیاری دیده‌است.
اما دربارهٔ فرد زانو زده دو نظریه وجود دارد:
- در نظریه والتر هینتس، والرین در حال زانو زدن در برابر شاه سوار است. والرین در اینجا با شنل شال‌مانند و مواج خود بر دوش، مسلح است و شمشیر رومی خود را از حمایل بازوی چپ آویخته‌است. یعنی یا باکی از مسلح بودنش نیست یا به احترام امپراتور بودنش خلع سلاح نشده‌است. مهم این است که او بر سر راهی که به روم ختم می‌شود و مخاطبان رومی فراوانی دارد در حضور شاپور زانو زده و ملتمس است. در این نظریه، از فیلیپ عرب خبری نیست. به نظر هینتس احتمالاً رویداد مربوط به او چندان مهم نبوده‌است که در اینجا نتوان از حضور او صرف نظر کرد.
- در نظریه دوم که خیلی از تاریخ‌نگاران بر آن باور دارند، شخص ملتمس را فیلیپ عرب عنوان کرده‌اند و تاریخ نقش‌برجسته را مربوط به تاجگذاری دوم شاپور در سال ۲۴۳ میلادی می‌دانند.[۱۴]

## نقش‌برجسته دوم پیروزی شاپور یکم و دشمنان رومی

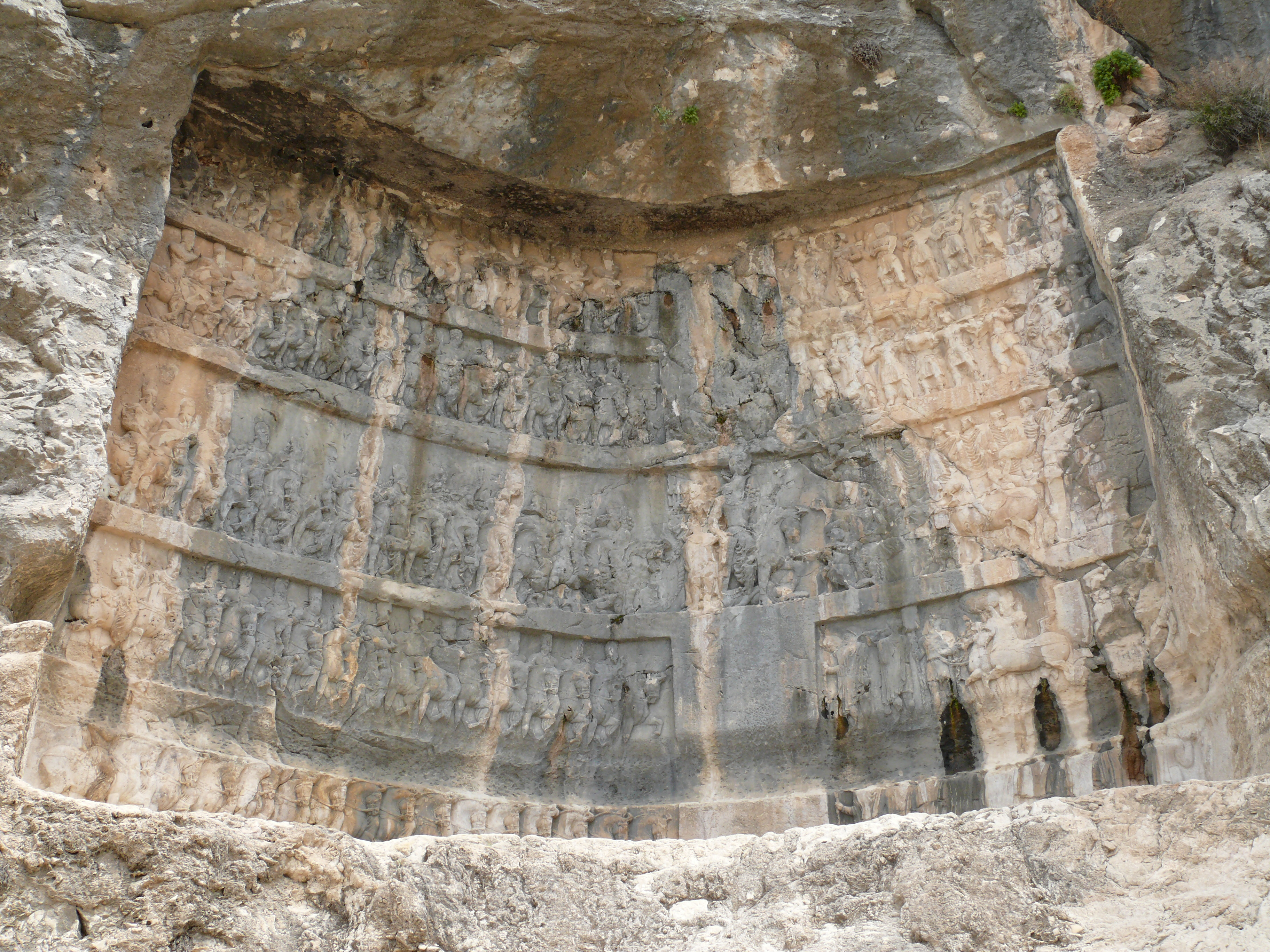
۳. بیشاپور، کازرون

سنگ‌نگاره دیگری به پهنای ۱۲٫۴۰ متر و ارتفاع ۴٫۶۹ متر در بیشاپور از شاپور به یادگار مانده‌است. در این نگاره شاپور سوار بر اسب است. جسد گوردیان، با نوار برگ غار در پیرامون سر، زیر پاهای اسب افتاده‌است. شاپور با دست راست والرین را گرفته‌است و امپراتور با توجه به سنت دربار ایران، دست‌ها را در آستین پنهان کرده‌است. فلیپ عرب نیز ملتمسانه جلو شاپور زانو زده و باز هم مسلح است و شمشیر رومی خود را از حمایل بازوی چپ آویخته‌است و شنل شال‌مانند و موّاج خود را بر دوش دارد. یافتن سبب رفتار متفاوت شاپور با والرین و فیلیپ آسان است. فلیپ عرب در سال ۲۴۴ میلادی با پرداخت غرامت به شاپور با او پیمان صلح بست، اما والرین در حال نبرد با او دستگیر شد. نفری که درست پشت سر والرین ایستاده‌است و ساعد و مچ دست چپش را با خونسردی به دسته شمشیر تکیه داده‌است، به سه دلیل باید هرمزد اردشیر ولیعهد شاپور بوده باشد. ریش او درباری است، دست راست را به نشانه احترام بلند نکرده‌است و سوم اینکه نوار ویژه فرمانروایی در پشت گردن او مواج است. نفر سمت راست که هیئتی فاخر هر دو دست را به نشانه احترام بلند کرده‌است، نیز می‌تواند شاپور بیدخش باشد. همان کسی که در نگاره داراب با ارابه جنگی، امپراطوران اسیر را به حضور شاه آورده بود. با این تفاوت که در اینجا از ارابه خبری نیست. فرشتهٔ شناوری نیز در بالای سر شاپور در حال دادن دیهیم شاهی به اوست. به گمان در طرح مجلس‌های جانبی پیرامون این نگاره بزرگ از طرح نگاره‌هایی که به صورت ردیف‌هایی مطبق در پلکان آپادانا در تخت جمشید آمده‌اند استفاده شده‌است. در دو سوی نگارهٔ شاپور با مهمانان اسیر، مجلس‌هایی نیز در چهار ردیف مطبق کنده شده‌است، که در آن‌ها بلندپایگان ساسانی، اسیران رومی و حاملان غنیمت‌های جنگی، هر یک به‌طور جداگانه به نمایش درآمده‌اند.

## نقشه برجسته سوم شاپور یکم و دشمنان رومی

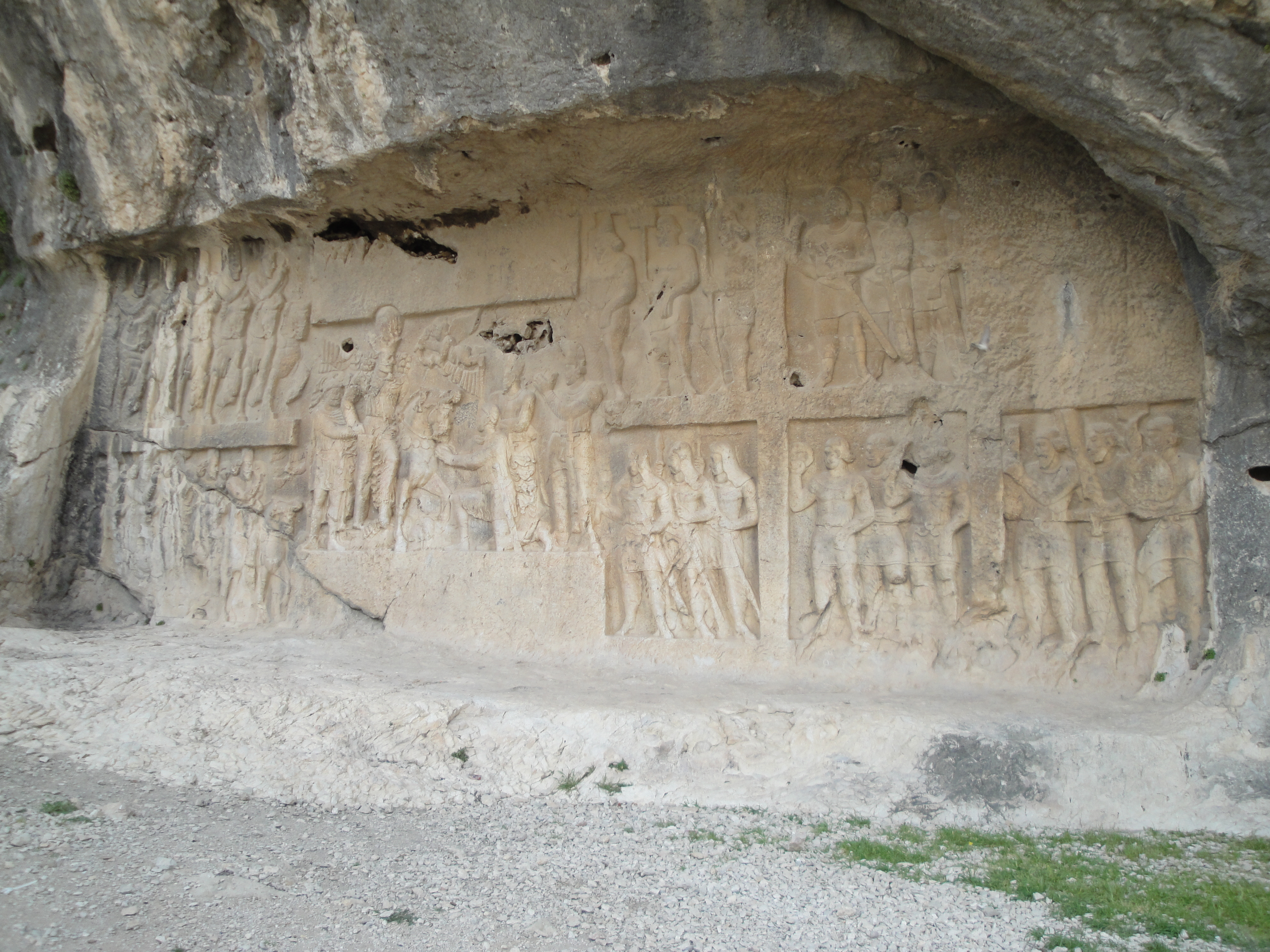
۴. بیشاپور، کازرون

این سنگ‌نگاره با ۱۱ متر طول و ۴٫۲۰ متر ارتفاع، در کرانه سمت راست رودخانه در بیشاپور قرار دارد. گوردیان سوم در زیر اسب شاپور به چشم می‌خورد. در اینجا هنرمند سنگ‌تراش دست‌های گوردیان را به صورتی طبیعی آکنده از بدبختی به نمایش گذاشته‌است. در این سنگ‌نگاره، فیلیپ عرب به زانو درآمده، ملتمسانه‌تر دیده می‌شود و والرین، دست در دست ایستاده کنار شاپور (که به احتمال زیاد در اسارت ساسانیان درگذشت) تعجب‌آور است. زیرا در این سنگ‌نگاره فیلیپ عرب به پرداخت باج تحمیل شده به حالت زانوزده نقش بسته ولی والرین که به اسارت درآمده ایستاده‌است، که احتمالاً شاپور از به نقش بستن والرین به حالت زانوزده خودداری کرده‌است.
ولیعهد هرمزد اردشیر و شاپور بیدخش نایب‌السلطنه شاپور در کنار هم قرار دارند و بیدخش در حالی که دست چپ خود را بر شمشیر دارد با دست راست خود حلقه پیروزی را به شاپور تقدیم می‌کند.
این صحنه را می‌توان یکی از کارهای هنری بسیار موفق دوره ساسانی به‌شمار آورد. این نگاره که ساختار و هنجار هنری سرزنده متفاوتی دارد و یکی از پرچهره‌ترین و پرکارترین نگاره‌های دوره ساسانی است، آسیب فراوانی از گذشت زمان دیده‌است.

## نقشه برجسته شاپور یکم و امپراتوران روم

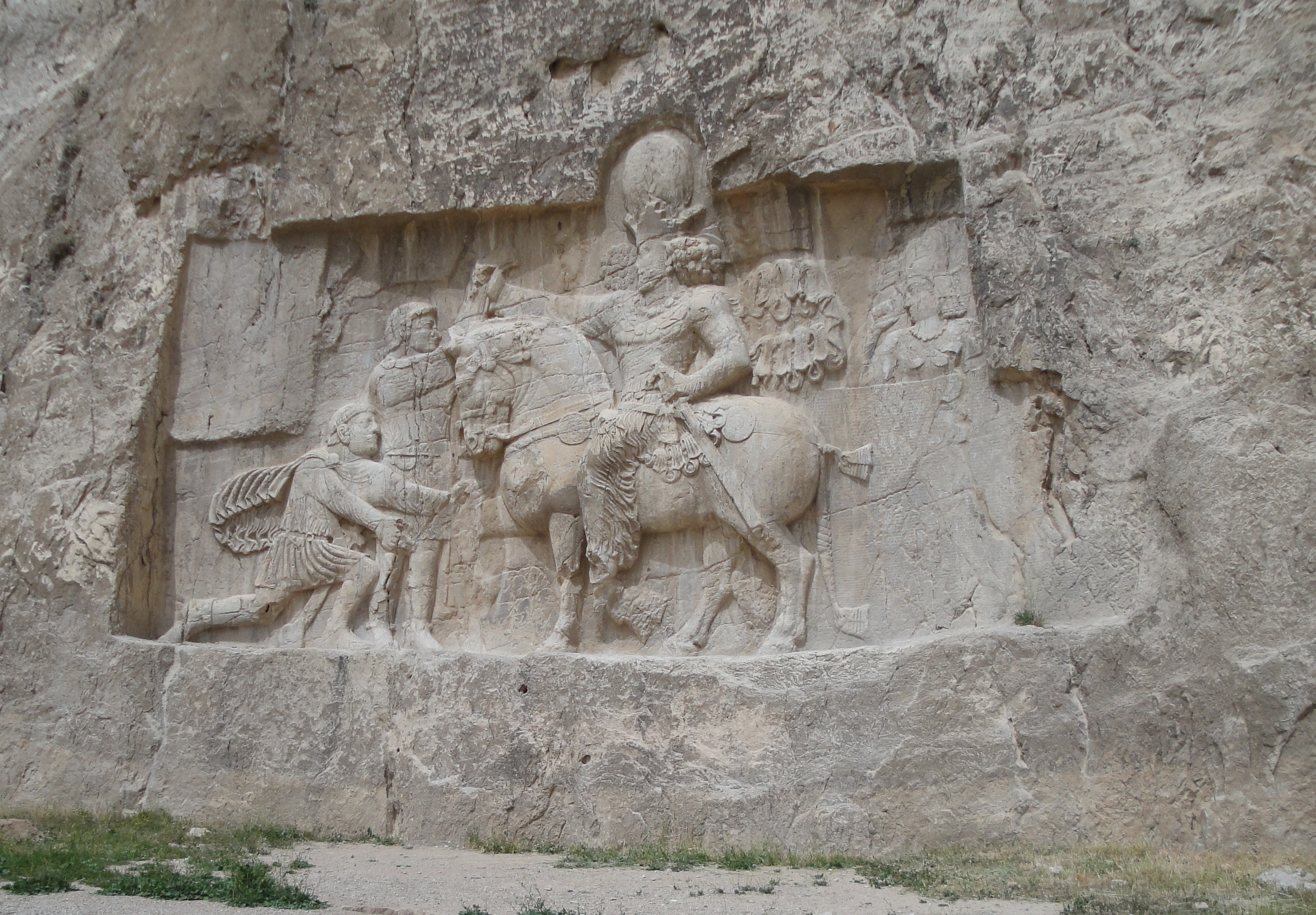
۵. نقش رستم، مرودشت

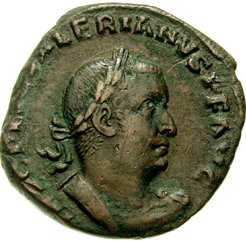
تصویر بدون ریش از والرین بر روی سکه‌اش

سنگ‌نگاره پیروزی شاپور بر امپراتوران روم، در سه کیلومتری شمال تخت جمشید و در ده‌متری شرق آرامگاه داریوش بزرگ قرار گرفته و حدود ۱۱ متر طول و ۵ متر عرض دارد. این سنگ‌نگاره صحنهٔ اسارت والرین و درخواست صلح فیلیپ عرب را نشان می‌دهد که به دستور شاپور اول در حدود سال ۲۶۲ میلادی تراشیده شده‌است. این نقش سه‌برابر اندازهٔ طبیعی است و از حیث دقت در جزئیات و ظریف‌کاری یکی از بهترین نقش‌های دورهٔ ساسانی است و مشخص است که از روی طبیعت ساخته شده؛ زیرا حتی لباس والرین درست مطابق جامه‌های رومی‌های آن زمان است.
شاپور بر اسب بسیار زیبایی سوار است و تاج کروی بزرگی که به صورت بسیار برجسته کنده‌کاری شده‌است، بر سر دارد که در سکه‌های او هم دیده می‌شود و نوارهایی از پشت سرش آویزان است و نیز بالاپوشی در پشت سر او هست و شلوار گشادی بر تن دارد. نوارهای شاهی از کفش‌های شاپور آویخته و چین و شکن لباسش بسیار دلپذیر نموده شده‌است. شمشیر راست و بلند شاپور در نیام است و وی دست چپ را بر دسته آن نهاده، و دست راست را دراز کرده، مچ در آستین نهفته یک رومی بر پای ایستاده را گرفته‌است.
در پشت سر شاپور کرتیر ایستاده‌است. احتمالاً تصویر او در زمان بهرام دوم در حدود سال ۲۸۰ میلادی به نگاره شاپور اضافه شده‌است. سنگ‌نگاره و نبشته را به دستور کرتیر موبد موبدان کنده‌اند. در این نگاره وی انگشت سبابهٔ دست راست را به نشانهٔ ستایش به سوی شاپور دراز کرده‌است و حالت احترام به خود گرفته، در پایین‌تنهٔ کرتیر، سنگ‌نوشته‌ای به خط و زبان فارسی میانه کنده‌اند که بسیار آسیب دیده‌است.
اسب شاپور زین و برگ آراسته دارد و دُمش گره خورده و نوار بلند و پرچین و شکنی از آن آویخته‌است. اسب اندازه‌ای تقریباً طبیعی دارد و پای راست را خم کرده و حالت درنگ به خود گرفته‌است. پیش روی اسب، مردی در جامهٔ رومی زانوی چپ را بر زمین نهاده‌است و زانوی راست را خم ساخته و دست‌ها را به حالت التماس به جانب شاهنشاه دراز کرده‌است؛ این شخص میان‌سال است و ریش کوتاه و مجعدی دارد و جامه‌اش ردای امپراتوری رومی (توگا) می‌باشد و بر سرش تاجی از برگ درخت غار دارد، که امپراطوران بر سر می‌نهادند و مشابه دیهیم امپراتوری است. او شمشیر نیام‌شده‌ای به کمر آویخته که دسته‌اش حالت صلیب دارد.
کنار این رومی زانوزده، یک‌نفر دیگر رو به شاهنشاه ایستاده که بی‌ریش است. اما دیهیمی از برگ غار بر سر دارد و نوار کوچکی پشت سرش افشان شده و شمشیری از کمر آویخته‌است و دستش در آستین سر دوخته مخفی گردیده و مچ چپش را شاپور گرفته‌است. هر دوی این افراد، رومی هستند و از ردای امپراتوری و تاج برگ غار آن‌ها پیداست که امپراتور می‌باشند.
ولی در مورد هویت آن‌ها بحث بسیار شده‌است. تا سال ۱۹۵۴ همه می‌گفتند آنکه زانو زده، والرین است که از شاه امان می‌خواهد و آنکه ایستاده، کردیاس نامی از اهالی سوریه‌است که گفته‌اند شاپور او را به امپراتوری انتخاب کرد.
اما در آن سال مک‌درموت این فرضیه را رد کرد و گیرشمن و برخی دیگر نیز با وی هم‌آواز شدند. مک‌درموت متوجه شد که کردیاس اصلاً در تاریخ جنگ‌های شاپور که خودش بر کعبه زرتشت نقد کرده‌است نیامده و هیچ سکه‌ای از او در دست نیست و چنین شخصی در تاریخ روم به امپراتوری شناخته نمی‌باشد. زمان روی دادن درگیری میان شاپور و والرین محل اختلاف است و تاریخ‌دانان به سال ۲۵۸، ۲۵۹ و حتی ۲۶۰ میلادی اشاره کرده‌اند. از سوی دیگر، شاپور در شرح جنگ‌هایش از سه امپراتور رومی نام می‌برد: گردیان جوان که کشته شد، فیلیپ عرب که به درخواست صلح آمده و پانصد هزار سکهٔ زرین باج داد و والرین که گرفتار شده و در نقوش شاپور هم سه امپراتور را نموده‌اند؛ امپراتوری جوان که زیر پای اسب شاپور به خاک افتاده (در دارابگرد و بیشاپور) و بنابراین گردیان است؛ امپراطوری‌که مچ دستش را شاپور گرفته و بنا بر رسم کهن، گرفتن مچ دست علامت اسارت بوده همان والرین می‌باشد.
چیزی که استدلال مک‌درموت را تأیید می‌کرد این بود که سکه‌های والرین او را بی‌ریش نشان می‌دهد و فرد ایستاده که شاپور مچش را گرفته (اسیرش کرده) نیز بی‌ریش است، در حالی که سکه‌های فیلیپ عرب او را با ریش کوتاه و مجعدی می‌نمایند و آنکه در پیش شاپور زانو زده نیز درست همین نوع ریش را دارد. افزون بر آن، گردن والرین روی سکه‌ها بسیار ستبر است و فرد ایستاده از کنار اسب شاه نیز گردن ستبر دارد.
نظریه مک درمونت توسط والتر هینتس، ژان گاژه، هوبرتوس فون گال و مانفرد راین، رد شده‌است. آن‌ها قیصر زانو زده را والرین و قیصر ایستاده را فیلیپ عرب می‌دانند. در رد نظر مک‌درموت این دلایل آورده شده‌است:
- این موضوع از نخست غیرممکن است که در نگاره‌ها، والرین که شکست فاحش‌تری داشته‌است، با تحقیر کمتری به نمایش درآمده باشد. در عوض آن قیصری که با شاپور دوستانه به کنار آمده‌است، یعنی فیلیپ عرب، در وضعیتی تلخ و حالت زانو زده. به این موضوع ژان گاژه[یادداشت ۱۵] نیز با تأکید پرداخته‌است: «آیا می‌توان به سادگی پذیرفت که از سه امپراتور شکست‌خورده از شاپور اول، والرین که بار منفی بیشتری داشت، کمتر از آن دو دیگر امپراتور رومی در برابر شاپور تحقیر شده باشد؟»[۳۵]
- به نظر مک‌دورموت که دلیلش تکیه بر سکه دارد، پیکرتراش نگاره به هنگام کار سکه‌هایی را برای مدل در دست داشته‌است. اما بنا به نظر والتر هینتس این برداشت دست کم دربارهٔ والرین خیلی مشکوک است. چون قیصر سال‌ها پس از ۲۶۰ میلادی در ایران در اسارت به سر برد. در این باره دلیل اصلی مک‌درموت این است که والرین در سکه‌ها بدون ریش آمده‌است و چون قیصرِ ملتمسِ نگاره‌ها ریش دارد، پس نمی‌تواند والرین باشد. بر عکس چنین پیداست که قیصر ایستاده ریش ندارد و از همین روی می‌تواند والرین باشد. هر دو نظر اشتباه است. نه والرین همواره و در همهٔ سکه‌هایش بدون ریش است و نه قیصر ایستاده در نگارهٔ نقش رستم. والرین بیشتر در سکه‌های ضرب شهرستان‌ها ریش دارد (هوبرتوس فون گال[یادداشت ۱۶] مرا متوجه این هنجار کرد).[۳۶]

یوحنا مالالاس مورخ بیزانسی حتی می‌گوید که والرین ریشی انبوه داشته‌است. به این ترتیب همان گونه که از پیش معمول بود برای این که قیصر ملتمس در نگاره‌های شاپور را والرین بخوانیم، مانعی نیست.
- از سوی دیگر تاکنون چنین به نظر می‌رسید که قیصر ایستاده بدون ریش است. در نگارهٔ داراب این جور پیداست. در نگارهٔ ۲ بیشاپور واقعیت روشن نیست. در نگارهٔ ۳ بیشاپور به سبب آسیبی که نگاره دیده‌است چیزی را نمی‌توان تشخیص داد. در نقش رستم هم چنین به نظر می‌رسد که قیصر ایستاده ریش ندارد. تا بالاخره «تِلِه اُبجِکتیو» روشن کرد که قیصر ایستاده ته‌ریش دارد. مثل این که در میدان نبرد چند روزی نتوانسته‌است ریش خود را بتراشد.[۳۸]
- در دهم آوریل ۱۹۶۷ والتر هینتس و مانفرد راین متوجه ته‌ریش فیلیپ عرب در تندیس نیم‌تنهٔ او در واتیکان شدند، که کاملاً با نگارهٔ قیصر ایستاده در نقش رستم برابری می‌کند. در حقیقت این برابری را نمی‌توان انکار کرد. فیلیپ عرب بر خلاف ریش آرایش‌شدهٔ والرین، در مقامِ قیصر سربازان، نوعی ته‌ریش نظامی دارد. این واقعیت، هم در نگارهٔ نقش رستم پیداست و هم به وضوح در تندیس او در واتیکان.[۳۹]
- جز این هم، اگر بگذریم از نوک افزودهٔ بینی در تندیس واتیکان که بیشتر شبیه بینی رومی‌هاست تا از آنِ عربی مانند فیلیپ عرب، تشابه میان نگاره و تندیس به گونه‌ای چشمگیر زیاد است. هم در نگاره و هم در تندیس، پیشانی قیصر نسبتاً کوتاه است و در هر دو جا شیار عمیقی است که از پره بینی تا به کنار دهان امتداد دارد. به عبارتی دیگر، قیصر ایستاده در نقش رستم و به این ترتیب در همهٔ نگاره‌های پیروزی شاپور بر فیلیپ عرب است.[۴۰]